# Pekka Haavisto
Pekka Haavisto (nacido el 23 de marzo de 1958 en Helsinki) es un político finlandés perteneciente a la Liga Verde. Fue reelegido al parlamento finlandés en las elecciones parlamentarias de marzo de 2007 después de una ausencia de 12 años en la vida política. De 1988 a 1992 y de 2005 a 2008 ocupaba un asiento en el Ayuntamiento de Helsinki.
Haavisto fue miembro del Parlamento de Finlandia durante el periodo 1987 - 1995. Fue presidente de la Liga Verde durante 1993 - 1995. También ejerció como Ministro de Medioambiente en el gobierno de Paavo Lipponen entre 1995 y 1999. Fue el primer ministro en un gobierno europeo representando a los verdes.
Entre 1999 y 2005 Haavisto realizó varias tareas en las Naciones Unidas. Dirigió los grupos de investigación del Programa de las Naciones Unidas para el Medio Ambiente (UNEP) en Kosovo, Afganistán, Irak, Liberia, Palestina y Sudán. También coordinó la investigación de la UN sobre los efectos del uranio empobrecido en Kosovo, Montenegro, Serbia y Bosnia-Herzegovina. Haavisto también representó a la UNEP en la investigaciones en el accidente minero de Baia Mare en Romania. En 2005 fue elegido como enviado especial de la Unión Europea en Sudán donde participó en el proceso de paz de Darfur. En 2007 y 2011 Haavisto fue reelegido como miembro del parlamento representando al distrito electoral de Helsinki. En 2011 fue designado como candidato de la Liga Verde para las elecciones presidenciales de Finlandia del 2012. En la primera vuelta consiguió un 18,8 por ciento de los votos, por lo que fue a la segunda vuelta junto con Sauli Niinistö. En la segunda vuelta celebrada el 5 de febrero, consiguió un 37,4 por ciento de los votos y perdió contra su oponente.
Haavisto vive en unión civil con Nexar Antonio Flores, quien originalmente procede de Ecuador.
El 6 de junio de 2019 fue nombrado Ministro de Asuntos Exteriores bajo el gobierno de Antti Rinne.

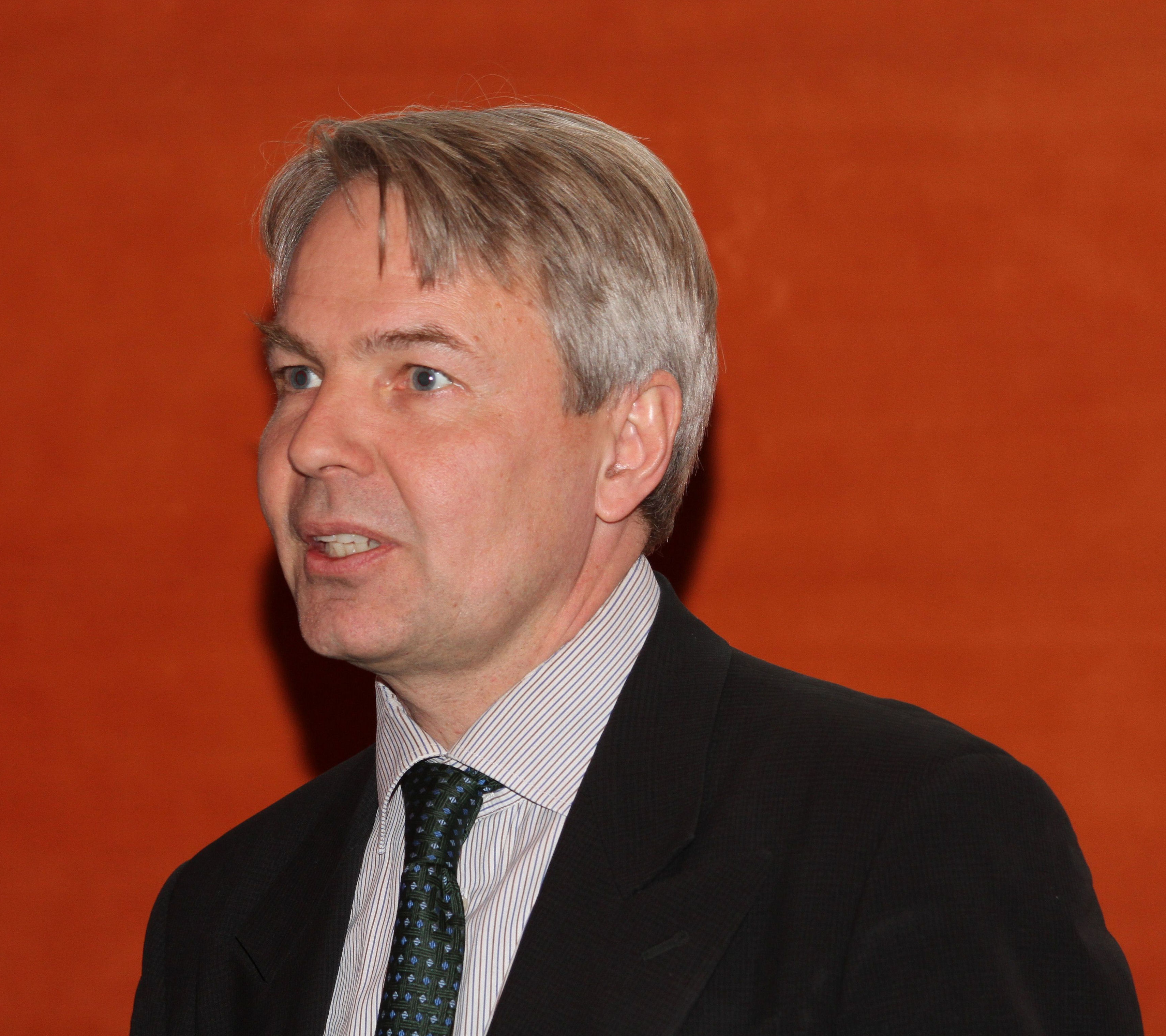
Pekka Haavisto